# Soblówka
Soblówka is een plaats in het Poolse district  Żywiecki, woiwodschap Silezië. De plaats maakt deel uit van de gemeente Ujsoły en telt 770 inwoners.